# هدى غالية
هدى غالية فتاة ولدت عام 1994م، ظهرت على القنوات الفضائية وهي تبكي بالقرب من جثمان سبعة من أفراد عائلتها على شاطئ بحر غزة (فيما يعرف بمجزرة شاطيء غزة)، حيثُ قصفت البوارج الإسرائيلية شاطيء غزة في بيت لاهيا وقامت بقتل عائلة هدى. أُستشهد والد هدى وخمسةٌ من أشقائها، حيث ظهرت هدى ذات العشر سنوات وهي تصرخ في الرمل «بابا.. بابا.. صوروا صوروا» وهي تشير لجثة والدها الملقاة بجانبها، وهذه اللقطات التي ظهرت على التلفاز من تصوير المصور الصحفي زكريا أبو هربيد كانت قد نالت استقطاب عالمي كبير في إظهار معاناة الشعب الفلسطيني.

## الحادثة
في نهار يوم الجمعة بتاريخ 9 يونيو 2006 بين الساعة 4:31 وَ 4:50 عصراً قامت المدفعية الإسرائيلية وسلاح البحرية الإسرائيلي بإلقاء ثمان قذائف على الشاطيء، قذيفتان من أصل الثمانية كانت تبعد عن العائلة ما يقارب 200 متر.

## التحقيقات الإسرائيلية
جيش الاحتلال الإسرائيلي برر ما حدث بأنه كان يستهدف المجاهدين الفلسطينين وأنهم قصفوا الشاطيء بمسافة تبعد عن العائلة 2500 متر. منظمة حقوق الإنسان وصحيفة التايمز أبدتا شكوكا حول تقارير جيش الاحتلال الإسرائيلي حيث أن التقرير قد فشل في تبرير القذيفتين اللتين انطلقتا من المدفعية الإسرائيلية تزامناً مع وقوع الانفجار وعلى بعد 200 متر وطالبتا بتحقيق مستقل عن الوفاة. جيش الاحتلال الإسرائيلي رد بأن حتى هاتين القذيفتين بالرغم من المسافة القريبة إلا إنهما لا يمكن أن تسببا الانفجار وأعزت السبب لوجود ذخائر حية تحت الرمل انفجرت في ذات اللحظة.

## ردود الفعل
محمود عباس رئيس السلطة الفلسطينية أشار إلى الحادثة بالمجزرة الدموية وطالب بتدخل دولي عالمي. وزير الدفاع الإسرائيلي عمير بيريتز بعث للرئيس الفلسطيني ببرقية تعزية.
رئيس الوزراء الإسرائيلي ايهود أولمرت رفض أي تحقيق دولي في هذه الحادثة حتى يُأخذ بعين الاعتبار الهجمات الفلسطينية بحق الإسرائيليين بحجة أن الجيش كان يرد على المجاهدين.

## تشييع العائلة والمبادرة الإمارتية
كانت هدى قد سقطت سبع مرات مغشياً عليها أثناء التشييع، بعد دفن والدها كانت هدى تزحف على رجليها للقبر وتصرخ «سامحني يا بابا»
قام الشيخ حمدان بن زايد آل نهيان نائب رئيس مجلس الوزراء الإماراتي بمبادرة تبني علاج هدى والباقي من عائلتها على نفقته الخاصة في دولة الإمارات العربية المتحدة.
قامت قناة الجزيرة بعمل تقرير عن حالة هدى غالية، بينت أن هدى تعاني من مشاكل في الاستيعاب والتركيز الدراسي منذ بعد الحادث. وأصبحت انطوائية أكثر على الرغم من محاولات صديقاتها والمرشدة النفسية في تحسين هذا الوضع النفسي لها
في عام 2012 وبعد سبع سنين من الحادثة، تخرجت هدى من الثانوية العامة بمعدل 71.9 %
في عام 2017 تخرجت هدى من الجامعة الاسلامية في غزة بعد 11 عاما من هذه الحادثة وهي بعمر 23 سنة، وقد صرح في هذه المناسبة رئيس الجامعة الإسلامية عادل عوض الله: إن هدى ليست إنسانة عادية في الشعب الفلسطيني، بل هي قطعة من كل إنسان فلسطيني، وواجب علينا أن نرعاها ونقف معها، مشيراً إلى أنهم مستعدون أن يستمروا معها في جميع مراحل دراستها، لها ولجميع أبناء الشهداء.